# Елисеевский Посёлок
Елисеевский Посёлок — деревня в Ермишинском районе Рязанской области. Входит в Савватемское сельское поселение.

## География
Находится в северо-восточной части Рязанской области на расстоянии приблизительно 7 км на запад по прямой от районного центра поселка Ермишь.

## История
Деревня была основана в середине ХѴШ века, когда помещики Владимир и Петр Неклюдовы выселили из деревни Вышуры непослушных крестьян, всего 13 семей. Через некоторое время здесь осталось жить 7 семей, принадлежавшие Владимиру Неклюдову. Первоначальное название деревни было Вышурские Выселки, позднее стало называться по имени первопоселенца Елисея. В 1862 году здесь (тогда Елисеевский выселок Елатомского уезда Тамбовской губернии) было учтено 12 дворов.

## Население
| 1982 | 2004 | 2010 | 2011 | 2023 |
| ---- | ---- | ---- | ---- | ---- |
| 130  | ↘6   | ↘0   | →0   | →0   |

Численность населения: 143 человека (1862 год), 308 (1914), 14 в 2002 году (русские 100 %), 8 в 2010.